# Armand de Pitteurs Hiegaerts
Le baron Armand de Pitteurs Hiégaerts, né le 10 août 1837 à Ordange et mort le 14 juillet 1924 à Bruxelles, est un homme politique catholique belge.

## Biographie
Armand Louis Théodore de Pitteurs Hiégaerts, né le 10 août 1837 à Ordange, est le fils cadet de Charles-Lambert de Pitteurs, bourgmestre d'Ordange (1797-1863), et de Marie Henriette Van Houtem (1802-1841). Il épouse en 1867 Marie Louise Valleteau de Chabrefy (Paris 1844 - Habay-la-Neuve 1922). Ils ont trois enfants: Marie-Amélie (1871-1960), Jeanne (1872-1939) et Adrien (1875-1948), dernier héritier mâle de cette branche. 
Il est élu conseiller communal de Rijkel et en devint bourgmestre (1869-1878). En 1901 il devint sénateur provincial de la province de Luxembourg,  en succession d'Emile Van Hoorde, décédé. Il est maintenu dans cette fonction, par réélections successives, jusqu'en 1921. 

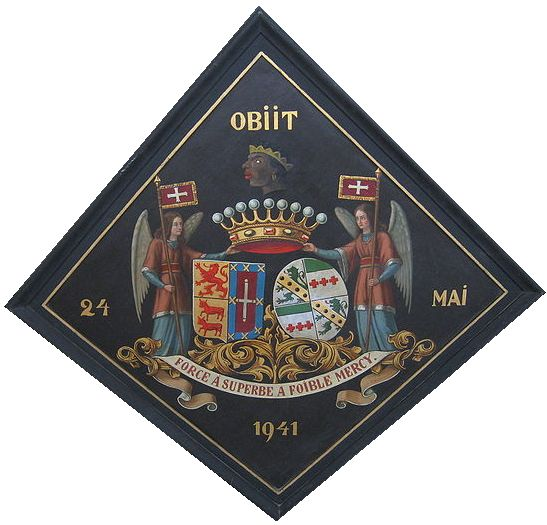
'Obiit' de Mathilde de Pitteurs-Hiegaerts (1874-1941), veuve de Jean d'Irumberry de Salaberry, cousine des de Pitteurs

## Hommages et distinctions
- Tout comme ses deux frères, il reçoit en 1876 concession de noblesse, avec le titre de baron, transmissible à tous ses descendants.
- Grand officier de l'ordre de Léopold (en 1895).

## Littérature
- Paul VAN MOLLE, Le Parlement belge, 1894-1972, Anvers, 1972.
- Oscar COOMANS DE BRACHÈNE, État présent de la noblesse belge, Annuaire 1996, Bruxelles, 1996

## Sources
- Fiche biographique sur ODIS